# Малинов Михайло Маркович
Михайло Маркович Малинов (6 листопада 1893, місто Київ — розстріляний 30 жовтня 1937, місто Москва) — радянський діяч, відповідальний секретар Кременчуцького окружного комітету КП(б)У, 2-й секретар Азово-Чорноморського крайового комітету ВКП(б). 

## Біографія
Народився в родині єврейського кравця. У 1906 році закінчив однокласне училище в місті Житомирі, екстерном склав екзамени за 3 класи гімназії в Києві.
З 1907 по 1909 рік — учень в друкарні в Києві. У 1909—1910 роках — складач друкарні братів Глоуберман у Києві. У 1910—1912 роках — складач, коректор Київської друкарні Премета. У 1912—1914 роках — чорнороб у домовласника Мічника в Києві.
З серпня 1914 по квітень 1918 року служив у російській армії: рядовий, молодший унтер-офіцер 120-го піхотного Серпухівського полку, 163-ї дивізії, 3-го понтонного батальйону. Учасник Першої світової війни.
Член РКП(б) з квітня 1918 року.
У квітні 1918 — грудні 1919 року — боєць радянського партизанського загону Петриченка; помічник командира 1-го Київського зведеного полку РСЧА.
У січні 1920 — 1921 року — голова Ямпільського повітового комітету КП(б)У Подільської губернії; голова Томашпільського повітового продовольчого комітету Подільської губернії.
У 1921 — лютому 1923 року — відповідальний секретар Новоушицького повітового комітету КП(б)У Подільської губернії; відповідальний секретар Могилівського повітового комітету КП(б)У Подільської губернії.
З лютого 1923 року — завідувач організаційного відділу Кременчуцького окружного комітету КП(б)У. У 1924 — березні 1925 року — відповідальний секретар Кременчуцького окружного комітету КП(б)У Полтавської губернії. У березні — грудні 1925 року — завідувач організаційного відділу і заступник відповідального секретаря Кременчуцького окружного комітету КП(б)У.
У січні 1926 — січні 1927 року — інструктор ЦК КП(б)У в Харкові.
У січні 1927 — квітні 1928 року — завідувач організаційного відділу Сумского окружного комітету КП(б)У.
У квітні 1928 — серпні 1930 року — відповідальний секретар Розсошанського окружного комітету ВКП(б) Центрально-Чорноземної області.
У серпні 1930 — січні 1934 року — завідувач відділу агітації та масових кампаній Центрально-Чорноземного обласного комітету ВКП(б). Одночасно з березня 1931 року — 3-й секретар Центрально-Чорноземного обласного комітету ВКП(б).
У січні 1934 — 7 січня 1937 року — 2-й секретар Азово-Чорноморського крайового комітету ВКП(б). Одночасно з березня 1934 по серпень 1935 року — завідувач сільськогосподарського відділу Азово-Чорноморського крайового комітету ВКП(б).
У січні — квітні 1937 року — начальник Азово-Чорноморського крайового земельного управління.
23 травня 1937 року заарештований органами НКВС. 29 жовтня 1937 року засуджений до страти, розстріляний наступного дня. Похований на Донському цвинтарі Москви.
Посмертно реабілітований 15 вересня 1956 року. Відновлений в членах КПРС рішенням Ростовського обласного комітету КПРС 10 квітня 1990 року.